# Magyaregregy
Magyaregregy is een plaats (község) en gemeente in het Hongaarse comitaat Baranya. Magyaregregy telt 831 inwoners (2001).
Magyaregregy ligt aan de voet van het oostelijke Mecsekgebergte aan de weg van Hosszúhetény naar Kárász, 15 km van Komló en ongeveer 35 km van Pécs.